# Cratere Galindo
Galindo  è un cratere sulla superficie di Venere. Deve il suo nome a Beatriz Galindo (1465-1534), scrittrice e umanista spagnola professoressa presso l'Università di Salamanca.